# Boule ar Mestr
La Boule ar Mestr est un jeu de boules joué dans la campagne du Pays pagan, dans le Finistère nord. On le considère comme l’équivalent de la pétanque en Bretagne. Le jeu n’est plus vraiment pratiqué aujourd’hui, mais on le retrouve dans certaines communes à l’occasion des fêtes locales.
Le jeu de boule ar mestr est inscrit à l’Inventaire du patrimoine culturel immatériel en France.

## Le jeu de Boule ar Mestr
Ce jeu de boules était très en vogue avant la Seconde Guerre mondiale dans le Finistère Nord, mais il disparut peu à peu face au nouvel engouement lié à la pétanque, son équivalent du sud de la France. 

### Les boules
Le but du jeu est comme à la pétanque, de rapprocher ses boules d’une boule centrale. Ici, il ne s’agit pas du cochonnet mais de la boule ar mestr, le « maître ». Cette boule est en bois et mesure environ 18 centimètres de diamètre. Elle provenait souvent d’un vieux jeu de quilles, autre type de jeu très présent sur le territoire breton à cette époque. Les autres boules sont de tailles et de poids différents. Elles peuvent peser entre 500 grammes et 3 kilos. Il n’y a en fait pas de règlement spécial concernant les boules, du moment qu’elles peuvent rouler assez pour se rapprocher de la boule ar mestr.

### L’aire de jeu
L’aire de jeu n’est pas limité dans le jeu de boule ar mestr.
Autre différence dans la façon de jouer par rapport à la pétanque, quand une boule adverse se trouve trop proche de la boule ar mestr, c’est cette dernière qu’il faut viser pour la déplacer, et non la boule du jeu adverse. Il était courant alors que certaines boules se brisaient dans les chocs, mais tant qu’elles roulaient encore un minimum, le joueur pouvait continuer de l’utiliser. On les appelait alors ar Krank  (le crabe) par exemple. La partie se termine lorsque toutes les boules ont été lancées.